# John Rambo (film)
A John Rambo (Rambo) egy 2008-as amerikai-német akciófilm Sylvester Stallone főszereplésével, írásában és rendezésében. A produkció a negyedik rész a Rambo-filmsorozatban, húszéves kihagyással követve a Rambo III.-at.
Bemutatójára 2008. január 25-én került sor Észak-Amerikában, amit a magyar premier kevesebb mint két héttel követett.

## Szereplők
| Szereplő        | Színész            | Magyar hang       |
| --------------- | ------------------ | ----------------- |
| John J. Rambo   | Sylvester Stallone | Gáti Oszkár       |
| Sarah Miller    | Julie Benz         | Nemes Takách Kata |
| Michael Burnett | Paul Schulze       | Forgács Péter     |
| „Sulis”         | Matthew Marsden    | Bozsó Péter       |
| Lewis           | Graham McTavish    | Csankó Zoltán     |
| Arthur Marsh    | Ken Howard         | Gruber Hugó       |
| En-Joo          | Tim Kang           | Fekete Zoltán     |
| Diaz            | Reynaldo Gallegos  | Varga Rókus       |
| Reese           | Jake La Botz       | Pál Tamás         |
| Bien            | Supakorn Kitsuwon  | Markovics Tamás   |

## Történet
|  | Alább a cselekmény részletei következnek! |

Húsz év szállt tova, mióta Rambo segített Afganisztánban a mudzsáhid felkelőknek a szovjet megszállással szemben, s ma az egykori katona nyugalmas életet él Thaiföld északi részén; fegyvereit már régen eladta egy horgászorsóért cserébe. A történelem leghosszabb ideje zajló polgárháborúja azonban a hatvanadik évébe lép a közeli thai-mianmari határon. Egyre többször keresztezi Rambo félreeső falva a felkelők, zsoldosok, orvosok és békefenntartók útját, de a legtöbbjük sosem tűnik fel újra.
Egy napon emberi jogi misszionáriusok, Sarah Miller és Michael Burnett keresik fel Rambót azzal a kéréssel, hogy vigye fel őket a Salween folyón, hogy élelmet és gyógyszereket vihessenek egy kétségbeejtő helyzetű településnek. A mianmari hadsereg taposóaknákat helyezett el a faluba vezető utak mentén, így azt szárazföldön lehetetlen megközelíteni. Rambo eleinte határozottan elutasítja a burmai átkelést, azonban tudja, a segítsége nélkül ezek az emberek odavesznének, így végül eleget tesz a kérésnek.
Két héttel azután, hogy Rambo kitette a csoportot a veszélyes területen, Arthur Marsh lelkész azzal a hírrel érkezik, hogy a segélymunkások nem tértek vissza dzsungelbéli küldetésükről, a követségek pedig nem hajlandóak segítséget nyújtani megtalálásukban. Marsh tudja, hogy Sarah-t, Michaelt és a többieket a mianmari hadsereg tartja fogva. A mentőakcióhoz szükséges zsoldosok felbérléséhez jelzálogot vett fel a házára, s a gyülekezete félretett pénzét is felhasználta. Most, annak ellenére, hogy Rambo megesküdött rá, kerüli az erőszak minden formáját, a tudat, hogy ártatlan misszionáriusokat használnak biztosítéknak egy brutális háborúban, nem hagy más választást számára, minthogy az ellenséges vonalak mögé merészkedjen eddigi legveszélyesebb akciójában.
|  | Itt a vége a cselekmény részletezésének! |

## Háttér

### A szereplők és alkotók
Sylvester Stallone nagy rajongója a Dexter című televíziós sorozatnak, ezért választotta ki a széria egyik színészét, Julie Benzt a kiemelt női szerepre. Az előző három részben Samuel Trautman ezredest játszó Richard Crenna 2003-ban rákban meghalt. Helyére James Brolint tervezték szerződtetni, azonban a szerepet végül törölték a forgatókönyvből. A megszokott zeneszerző, Jerry Goldsmith szintén eltávozott időközben az élők sorából, így a széria új művészt köszönt e téren Bryan Tyler személyében.
Stallone részt vett mindhárom korábbi Rambo-film forgatókönyvének megírásában, azonban ez az első alkalom, hogy a rendezői pozíciót is ő töltötte be. Ted Kotcheff, az első rész rendezője technikai konzultánsként működik közre a filmben.

### Előkészületek és forgatás
Stallone 2005. október végén, nem sokkal a hatodik Rocky-filmről szóló terveinek közzétételét követően jelentette be, hogy negyedik részt készít a '80-as évek ikonikus akcióhőséről. Ekkor még egy eltűnt gyermek körül bonyolódott az elképzelés a szkriptről, a forgatást pedig 2006 tavaszára tűzék ki, mexikói és amerikai helyszíneken. Mikor azonban az MGM zöld utat adott a bokszolós mozinak, a Rambo-projekt ideiglenesen polcra került.
A hosszúra nyúló előkészületek során a film számos sztoriváltozaton esett át. Egy papírra nem vetett verzióban Rambo csendes életet él feleségével és gyermekével, mígnem fehér szupremácisták elrabolják családját. Egy másik ötlet szerint a New York-i ENSZ-székházat, ahol Rambo diplomataként dolgozik, terroristák, köztük a főhős örökbefogadott fia foglalják el.
A film felvételei végül 2007. február 23-án kezdődtek meg, nagyjából két hónappal a Rocky Balboa bemutatóját követően, s május 4-én fejeződtek be. Színhelyek a filmben is szerepet játszó Thaiföld (Csiangmaj város) mellett Mexikó és az USA voltak.
David Morrell, az eredeti regény szerzője a film első két folytatásaihoz maga írt regényváltozatot, azonban a John Rambónak nem készült novelizációja.

## Erőszakmutató
A film az 1980-as évek klasszikus akciófilmjeit idézi szemléltető erőszakosságával. Az Egyesült Államokban a MPAA az „R” kategóriába sorolta „nagymértékű, részletesen ábrázolt, véres erőszak, szexuális bántalmazás ábrázolása, elrettentő képsorai és nyelvezete” okán. A világ többi részén, így Magyarországon is hasonlóan határozták meg a célközönséget, tehát általában 18 éven felülieknek ajánlják.
A filmben 236 haláleset látható, több, mint a korábbi összes Rambo-filmben együttvéve; ez percenként 2,59 elhalálozást jelent.
A film az erőszakosságával nem is túloz, sőt majdhogynem visszaadja a Mianmarban uralkodó állapotokat: a katonai junta több évtizedes uralma szörnyű terrorral és brutális, tömeges gyilkosságokkal járt együtt. Külföldi megfigyelők népirtásokról beszéltek a keresztények és a kisebbségek ellen. A film elején híradókból láthatóak képsorok, amelyek utcai harcokról tudósítanak, s borzalmas módon legyilkolt emberek oszló holttesteit mutatják.

## Cenzúra és hatás
A mianmari (vagyis a korábban, illetve a filmben burmai néven emlegetett) milicista kormányzat betiltotta a filmet.
A Reuters 2008. február 5-i jelentése szerint ezen erőfeszítés ellenére a film bootleg-másolatai rohamosan terjednek az országban. A cikkben rangooniként megjelölt forrás szerint a film, melyben a nemzetet irányító milicista vezetés ellenségként jelenik meg, „gyorsan válik beszédtémává a lakosság körében, akik vágyják a 45 éves katonai uralomtól való megszabadulást.” Egy idézett sor a filmből, az „Élj hiába, vagy halj meg, hogyha kell!”, felkiáltássá nőtte ki magát az országban, s fenntartja a rezsim ellenzékének eltökéltségét.

## Alternatív címek
A film a kezdetektől számos címváltozaton esett át. Ezek közé tartoznak:
- Rambo IV: End of Peace
- Rambo IV: Holy War
- Rambo IV: In the Serpent's Eye
- Rambo IV: Pearl of the Cobra
- Rambo: To Hell and Back
- John Rambo

Az amerikai mozikba a film végül Rambo címen került, míg az Észak-Amerikán kívüli piacokon John Rambo feliratú kópiákkal játszották.